# Nieuwe watertoren (Steenbergen)
De watertoren in Steenbergen is gebouwd in 1950 en is ontworpen door architect Jacques Hurks. De toren heeft een hoogte van 40,65 meter en heeft één waterreservoir van 600 m3. De toren is gemaakt van baksteen en beton.
Tussen 1998 en 2000 heeft de toren leeg gestaan. In 2000 vestigde kinderdagverblijf "Toerdeloo" na een flinke verbouwing zich in de toren. Deze instelling heeft inmiddels diverse locaties in de regio.